# Sunipia grandiflora
Sunipia grandiflora là một loài thực vật có hoa trong họ Lan. Loài này được (Rolfe) P.F.Hunt miêu tả khoa học đầu tiên năm 1971.